# Géza Csáth
Géza Csáth (seudónonimo de József Brenner, Subotica, 13 de febrero de 1887-ibídem, 11 de septiembre de 1919) fue un escritor húngaro, autor teatral, músico, teórico y crítico musical y psiquiatra. Fue primo de Dezső Kosztolányi.

## Biografía
Fue hijo de József Brenner y Etelka Decsy. Ya de niño fue un competente violinista, dibujaba y pintaba. 
Tenía apenas catorce años cuando fueron publicadas sus primeras críticas musicales. Después del instituto, se mudó, desde su nativa Szabadka (Subotica), a Budapest para estudiar medicina. Durante su estancia en la universidad escribió algunas piezas cortas de teatro y reseñas para periódicos y revistas. Fue el primero en elogiar la obra de Béla Bartók y Zoltán Kodály. Se doctoró en medicina en 1910 y trabajó durante un corto espacio de tiempo en el hospital psiquiátrico de Moravcsik. Fue allí donde se hizo adicto a la morfina. 
Cuando volvió de la I Guerra Mundial estaba gravemente enfermo y su adicción se convirtió en un problema decisivo en su vida. A principios de 1919 recibió tratamiento médico en un hospital provincial del que se escapó y regresó a su casa. El 22 de julio mató a su mujer, Olga Jónás, con un revólver, se envenenó y se cortó las arterias. Le devolvieron rápidamente al hospital de Szabadka, pero consiguió escapar de nuevo. Quiso ir al hospital psiquiátrico de Moravcsik, pero al ser detenido por la policía de frontera yugoslava, se suicidó tomando veneno.

## Obras
- "Cuentos que acaban mal". Editada en español por El Nadir, 2007
- "El diario de Géza Csáth", 2009